# Metal Gear Solid: Social Ops
Metal Gear Solid: Social Ops (メタルギア ソリッド ソーシャル・オプス?, Metaru Gia Soriddo Sōsharu Opusu), abbreviato MGS SOP, è stato un capitolo della serie Metal Gear per dispositivi mobili, messo in commercio in Giappone il 6 dicembre 2012. La casa di sviluppo Konami ha annunciato la chiusura dello stesso poco dopo un anno dall'uscita, nel 13 Dicembre del 2013.

## Sviluppo
Il gioco è stato confermato durante la celebrazione del 25º anniversario di Metal Gear, il 30 agosto 2012. Diversi personaggi e mecha della serie appaiono, come si vede in un'immagine promozionale raffigurante personaggi di Metal Gear Solid 3: Snake Eater, Metal Gear Solid 4: Guns of the Patriots e Metal Gear Solid: Peace Walker.
MGS SOP è disponibile su tutte le piattaforme mobili compatibili con GREE, come i dispositivi Android e iOS. Il gioco principale era completamente gratuito ma accompagnato da DLC a pagamento.